# Burgsalach
Burgsalach település Németországban, azon belül Bajorországban. Lakosainak száma 1173 fő (2023. december 31.). Burgsalach Weißenburg in Bayern, Bergen, Nennslingen, Raitenbuch és Ettenstatt községekkel határos.

## Népesség
A település népessége az elmúlt években az alábbi módon változott:
| Lakosok száma | 504  | 612  | 721  | 998  | 1146 | 1143 | 1158 | 1172 | 1190 | 1173 |
|               | 1875 | 1950 | 1975 | 1987 | 2012 | 2014 | 2016 | 2017 | 2021 | 2023 |